# Попут листа
Попут листа је југословенски телевизијски филм по сценарију Небојше Ромчевића, снимљен 1988. године.

## Улоге
| Глумац               | Улога  |
| -------------------- | ------ |
| Стеван Шалајић       | Немања |
| Лидија Стевановић    | Оља    |
| Михајло Плескоњић    | Ненад  |
| Велимир Животић      |        |
| Стеван Гардиновачки  |        |
| Мирјана Гардиновачки |        |
| Ђерђ Фејеш           |        |
| Бранка Петрић        |        |
| Владислав Каћански   |        |